# Algirdas Brazauskas
Algirdas Mykolas Brazauskas (22 de setembre de 1932, Rokiškis, Lituània - 26 de juny de 2010) és polític lituanià. Va ocupar els càrrecs de President de Lituània des de 1993 fins a 1998 i el de Primer Ministre de Lituània des de 2001 fins a 2006. El seu govern va renunciar el 31 maig 2006 després que el Partit del Treball abandonés la coalició de govern.

## Biografia
Brazauskas es va graduar a l'Institut Politècnic el 1956 amb una llicenciatura en enginyeria civil. Des de 1965 va ocupar diversos càrrecs en el govern de la República Socialista Soviètica de Lituània i el Partit Comunista de Lituània:
- 1965-1967, ministre d'indústria de materials de construcció de la República Socialista Soviètica de Lituània
- 1967-1977, vicepresident del Comitè Estatal de Planificació de la República Socialista Soviètica de Lituània.
- 1977-1987, secretari del Comitè Central del Partit Comunista de Lituània.

### Primer secretari del Partit Comunista de Lituània
El 1988, va esdevenir el primer secretari del Partit Comunista de Lituània. Sota el seu lideratge, el Partit Comunista de Lituània va donar suport al moviment d'independència de Lituània, es va separar del Partit Comunista de la Unió Soviètica i es va transformar en socialdemòcrata Partit Democràtic Laborista de Lituània (ara fusionat amb el Partit Socialdemòcrata de Lituània). Brazauskas va ser President del Presidium del Soviet Suprem (cap d'Estat) a partir de gener 15 fins a 11 març 1990.

### President de Lituània
El 1989, durant les protestes massives de la Revolució Cantada contra la Unió Soviètica a Lituània, el Partit Comunista de Lituània es va declarar independent del Partit Comunista de la Unió Soviètica, i després de les eleccions legislatives lituanes de 1990 va transformar-se en el Partit Democràtic Laborista de Lituània, participant en el Govern d'unitat nacional liderat per Kazimira Prunskienė, en què Brazauskas fou vicepresident.
Brazauskas va esdevenir president de Lituània després de les eleccions parlamentàries de 1992 del 25 de novembre amb el 60% dels vots, va ser confirmat com a President el 25 de febrer de 1993, i el va ocupar fins al 25 de febrer de 1998. Brazauskas va decidir no presentar-se a la reelecció, i retirar-se, el 1998 i va ser succeït per Valdas Adamkus, que va guanyar les eleccions de 1998 de manera ajustada contra el comunista reformador Artūras Paulauskas .

### Primer ministre de Lituània
Brazauskas va tornar a la política de cara a les eleccions legislatives lituanes de 2000, en les què el Partit Democràtic Laborista de Lituània (LDDP) es va presentar en coalició amb el Partit Socialdemòcrata de Lituània. El partit fusionat va prendre el nom de socialdemòcrata, però estava dominat per antics membres del LDDP. La coalició va guanyar les eleccions legislatives lituanes de 2000 però es va formar un govern de coalició encapçalat per Rolandas Paksas de la Unió Liberal de Lituània. Paksas va dimitir el 20 de juny de 2001 després del trencament de la coalició de liberals i els social-liberals de la Nova Unió, i Brazauskas va ser designat Primer Ministre pel Parlament, ocupà el càrrec del 3 de juliol de 2001. A les eleccions legislatives lituanes de 2004 el LDDP va obtenir 20 escons de 141 al Seimas i governà fins a l'1 de juny de 2006, quan el seu govern va renunciar quan el president Valdas Adamkus va manifestar la seva manca de confiança en dos dels ministres del Partit del Treball, col·lapsant el govern.

### Després dels governs
Brazauskas va dirigir el governant Partit Socialdemòcrata de Lituània per un any més, fins al 19 de maig de 2007, quan va passar les regnes a Gediminas Kirkilas, romanent com a president honorari del partit continuant com una veu influent en la política partidària.
Algirdas Brazauskas fou membre honorari de la Fundació Internacional Raoul Wallenberg. El desembre de 2008 se li va diagnosticar càncer limfàtic.